# 小俏妞
《小俏妞》是葦Production與濑户内电视台共同制作的的日本電視動畫，於1990年4月2日至1991年2月4日在东京电视台播出，共43集。台湾华视於1990年8月6日至1991年2月4日以「小俏妞」名義首播，1990年代木喬傳播木喬卡通頻道與衛視中文台都買華視配音字幕版播出。香港亞洲電視本港台以「城市少女」名義播出。其VCD在中国大陆以「偶像天使阳子」名義發行。

## 故事
小俏妞是一个不知从何处而来的小女孩，她一个人来到一个大都市里巧遇了貝蒂，她们两人的梦想都是能成为偶像歌星。她们在努力的从目标前进时遇到了很多的困难，但大多都是以小俏妞那甜美的歌声所化解，最终是讲述小俏妞成为一代歌星后经历了五十年，但她那甜美的歌声依然保留在大家心中。

## 人物介绍
田中陽子（聲：金井美香（日），樂蔚（港））
山杜サキ（聲：林原惠）
吉秋久美子（聲：島津冴子）
星花京子（聲：水谷優子（日），黃鳳英（港））

## 製作人員
- 製作：佐藤俊彦（葦Production）
- 企画：大西良昌（BigWest）、佐藤俊彦
- 制作：土田民也（BigWest）、梅原勝
- 原案、構成：首藤剛志
- 人物設計：近永早苗（Studio Live）
- 美術監督：田中資幸
- 色彩設定：安藤智美、大貫けいこ
- 音響監督：田中英行
- 攝影監督：福田岳志
- 音樂：安藤高弘
- 監督：網野哲郎
- 製作人：三好雅彦（瀨戶內電視台）、田口智幸（BigWest）、下地志直
- 編輯：古橋宏、松村将弘、辺見俊夫
- 協力：Horipro
- 製作著作：瀨戶內電視台、BigWest、葦Production

## 主题曲
片頭曲

作詞：森雪之丞，作曲：岡本朗，編曲：鷺巣詩郎，主唱：田中陽子
華視版片頭曲「小俏妞」
作词：張冬梅，作曲：汪石泉，主唱：
片尾曲

作詞：許瑛子，作曲：山口美央子，編曲：鷺巣詩郎，主唱：田中陽子
（最終話）
作詞：田口愛，作曲：山口美央子，編曲：鷺巣詩郎，主唱：田中陽子
插曲

作詞：水谷啓二，作曲：高槻真裕，編曲：安藤高弘，主唱：水谷優子

作詞：水谷啓二，作曲：高槻真裕，編曲：安藤高弘，主唱：戶張寛之
「SINGING QUEEN」
作詞：水谷啓二，作曲：石川kanji，編曲：安藤高弘，主唱：小坂水澄

作詞：水谷啓二，作曲：石川kanji，編曲：安藤高弘，主唱：大石ルミ

## 各話列表
| 話數 | 播放日期      | 標題 | 劇本                | 分鏡       | 演出       | 作画監督          |
| ---- | ------------- | ---- | ------------------- | ---------- | ---------- | ----------------- |
| 1    | 1990年 4月2日 |      | 首藤剛志            | 網野哲郎   | 鈴木敏明   | 近永早苗          |
| 2    | 4月9日        |      | 首藤剛志            | 栗山美秀   | 岡田聡     | 林委千夫 川村敏江 |
| 3    | 4月16日       |      | 首藤剛志            | 吉田健次郎 | 吉田健次郎 | 村田美樹子        |
| 4    | 4月23日       |      | 滝花幸代            | 倉井さとし | 羽生頼仙   | 小森高博          |
| 5    | 4月30日       |      | 影山由美            | 舛成孝二   | 加戶譽夫   | 山内則康          |
| 6    | 5月7日        |      | 渡辺誓子            | 鈴木敏明   | 鈴木敏明   | 近永早苗          |
| 7    | 5月14日       |      | 川崎裕之            | 藤本義孝   | 藤本義孝   | いとうくみこ      |
| 8    | 5月21日       |      | 首藤剛志            | 吉田浩     | 吉田浩     | 小森高博          |
| 9    | 5月28日       |      | 影山由美            | 倉井さとし | 羽生頼仙   | 山内則康          |
| 10   | 6月4日        |      | 田哲平              | 加戶譽夫   | 田崎布夫   | 近永早苗          |
| 11   | 6月11日       |      | 島田満              | 鈴木敏明   | 鈴木敏明   | いとうくみこ      |
| 12   | 6月18日       |      | 戸澤幸子            | 藤本義孝   | 山口美浩   | 小森高博          |
| 13   | 6月25日       |      | 渡辺誓子            | 研次郎     | 研次郎     | 山内則康          |
| 14   | 7月2日        |      | 中弘子              | 羽生頼仙   | 岡田聡     | 村田美樹子        |
| 15   | 7月9日        |      | 花園由宇保          | 鈴木敏明   | 鈴木敏明   | 近永早苗          |
| 16   | 7月16日       |      | 影山由美            | 倉井さとし | 羽生頼仙   | 村田美樹子        |
| 17   | 7月30日       |      | 島田滿              | 加戶譽夫   | 加戶譽夫   | 山内則康          |
| 18   | 8月6日        |      | 島田滿              | 研次郎     | 研次郎     | 小森高博          |
| 19   | 8月13日       |      | 田哲平              | 藤本義孝   | 藤本義孝   | いとうくみこ      |
| 20   | 8月20日       |      | 首藤剛志            | 鈴木敏明   | 鈴木敏明   | 村田美樹子        |
| 21   | 8月27日       |      | 佐藤茂              | 網野哲郎   | 加戶譽夫   | 近永早苗          |
| 22   | 9月3日        |      | 花園由宇保          | 加戶譽夫   | 加戶譽夫   | 山内則康          |
| 23   | 9月10日       |      | 星川泰子            | 研次郎     | 研次郎     | 小森高博          |
| 24   | 9月17日       |      | 浜田金広            | 羽生頼仙   | 羽生頼仙   | いとうくみこ      |
| 25   | 9月24日       |      | 影山由美            | 倉井さとし | 岡田聡     | 林委千夫          |
| 26   | 10月1日       |      | 渡辺誓子            | 鈴木敏明   | 鈴木敏明   | 村田美樹子        |
| 27   | 10月8日       |      | 佐藤茂              | 加戶譽夫   | 加戶譽夫   | 近永早苗          |
| 28   | 10月15日      |      | 首藤剛志 花園由宇保 | 研次郎     | 研次郎     | 小森高博          |
| 29   | 10月22日      |      | 浜田金広            | 藤本義孝   | 藤本義孝   | 山内則康          |
| 30   | 10月29日      |      | 影山由美            | 鈴木敏明   | 鈴木敏明   | 林委千夫          |
| 31   | 11月5日       |      | 首藤剛志 田哲平     | 栗山美秀   | 岡田聡     | 川村敏江 三島利佳 |
| 32   | 11月12日      |      | 島田滿              | 網野哲郎   | 羽生頼仙   | 村田美樹子        |
| 33   | 11月19日      |      | 星川泰子            | 加戸誉夫   | 加戸誉夫   | 近永早苗          |
| 34   | 11月26日      |      | 首藤剛志            | 吉田健次郎 | 吉田健次郎 | 小森高博          |
| 35   | 12月3日       |      | 首藤剛志 滝花幸代   | 鈴木敏明   | 鈴木敏明   | 山内則康          |
| 36   | 12月10日      |      | 首藤剛志 戸澤幸子   | 藤本義孝   | 藤本義孝   | 林委千夫          |
| 37   | 12月17日      |      | 首藤剛志            | 山田智美   | 岡田聡     | 川村敏江          |
| 38   | 12月24日      |      | 小山茉美            | 加戶譽夫   | 羽生頼仙   | 村田美樹子        |
| 39   | 1991年 1月7日 |      | 影山由美            | 加戶譽夫   | 加戶譽夫   | 近永早苗          |
| 40   | 1月14日       |      | 柏木京子            | 鈴木敏明   | 鈴木敏明   | 小森高博          |
| 41   | 1月21日       |      | 網野哲郎            | 吉田健次郎 | 吉田健次郎 | 山内則康          |
| 42   | 1月28日       |      | 首藤剛志            | 網野哲郎   | 村山靖     | 村田美樹子        |
| 43   | 2月4日        |      | 首藤剛志            | 網野哲郎   | 藤本義孝   | 小森高博          |

## 外部連結
- 官方網站 （页面存档备份，存于）葦Production （日語）